# Maria Klara vom Kinde Jesus

Mutter Maria Klara vom Kinde Jesus

Maria Klara vom Kinde Jesus (Libânia do Carmo Galvão Mexia de Moura Telles de Albuquerque) (* 15. Juni 1843 in Amadora bei Lissabon, Portugal; † 1. Dezember 1899 in Lissabon, Portugal) war eine römisch-katholische Ordensschwester und Gründerin der Kongregation der Franziskanischen Hospitalschwestern von der Unbefleckten Empfängnis. Am 21. Mai 2011 wurde sie in Lissabon von Angelo Kardinal Amato im Auftrag von Papst Benedikt XVI. seliggesprochen. Ihr Gedenktag in der Liturgie ist der 1. Dezember.

## Leben
Maria Klara vom Kinde Jesus wurde am 15. Juni 1843 in Amadora bei Lissabon als Libânia do Carmo Galvão Mexia de Moura Telles de Albuquerque geboren. Ihre Eltern waren Nuno Tomás de Mascarenhas Galvão Mexia de Moura Telles de Albuquerque und Maria da Purificação de Sá Carneiro Duarte Ferreira.
Im Jahr 1856 starb ihre Mutter an Cholera und im Jahr 1857 starb ihr Vater an Gelbfieber. Daraufhin kam Libânia in ein Internat. Dort blieb sie bis 1862, als sie eingeladen wurde, beim Markgrafenpaar von Valada zu leben. Die Markgräfin, eine Freundin ihrer verstorbenen Eltern, kümmerte sich um Libânia wie eine eigene Tochter und wollte sie in die Gesellschaft einführen und auf eine gute Hochzeit vorbereiten.
Libânia verspürte allerdings in ihrem Herzen die Berufung zu einem gottgeweihten Leben. Daher verließ sie im Jahr 1865 den Hof der Markgrafen und ging zum Konvent der Kapuzinerinnen von San Patricio. Im Jahr 1867 wurde Libânia mit dem Habit der Kapuzinerinnen eingekleidet und nahm den Ordensnamen Maria Klara vom Kinde Jesus an. Pater Raimundo dos Anjos Beirão wurde ihr geistlicher Begleiter. Er unterstützte sie in ihrer Idee, eine neue Kongregation zu gründen, und riet ihr, sich wegen der angespannten, anti-religiösen Situation in Portugal außerhalb des Landes auf ihre Profess  und die Neugründung vorzubereiten. Maria Klara ging 1870 ins Noviziat der Franziskanischen Hospitalschwestern nach Calais in Frankreich und legte dort am 14. April 1871 ihre Profess ab. Am 1. Mai 1871 kehrte sie dann nach Portugal zurück und gründete mit Unterstützung von Pater Raimundo am 3. Mai 1871 in Lissabon die neue Kongregation der Franziskanischen Hospitalschwestern der Armen für die Liebe Gottes (später: Franziskanischen Hospitalschwestern von der Unbefleckten Empfängnis).
Maria Klara vom Kinde Jesus wurde zur Oberin und Novizenmeisterin gewählt. Unter ihrer Leitung wuchs die Kongregation bald an und die Schwestern kümmerten sich um die Armen, Kranken und Verlassenen.
Im Jahr 1876 erhielt die Kongregation die päpstliche Anerkennung. Nach dem Tode von Pater Raimundo dos Anjos Beirão im Jahr 1878 kümmerte sie sich alleine um die Leitung und Weiterentwicklung der Kongregation. 1883 wurden die ersten Schwestern als Missionarinnen nach Afrika geschickt, 1886 gingen weitere Schwestern nach Indien.
Im Jahr 1893 wurde der Patriarch von Lissabon, José Sebastião de Almeida Neto, vom Heiligen Stuhl als Apostolischer Visitator für die Kongregation ernannt, der die Resignation von Maria Klara als Generaloberin erreichen sollte. Mit der Apostolischen Visitation begann eine schwierige und leidvolle Zeit für Mutter Maria Klare. Das Generalkapitel bestätigte sie aber im Jahr 1894 als Generaloberin. Im Mai 1896 erkannte der Heilige Stuhl Mutter Maria Klara vom Kinde Jesus als Gründerin der Kongregation und Generaloberin auf Lebenszeit an. Kurz darauf wurde eine Franziskanerpater zum Apostolischen Visitator ernannt und es wurde wieder versucht, Mutter Maria Klara in ihrer Kongregation zu isolieren und ihrer Ämter zu entheben. Die Apostolische Visitation wurde am 20. Dezember 1898 beendet und Mutter Maria Klara wurde als Generaloberin bestätigt.

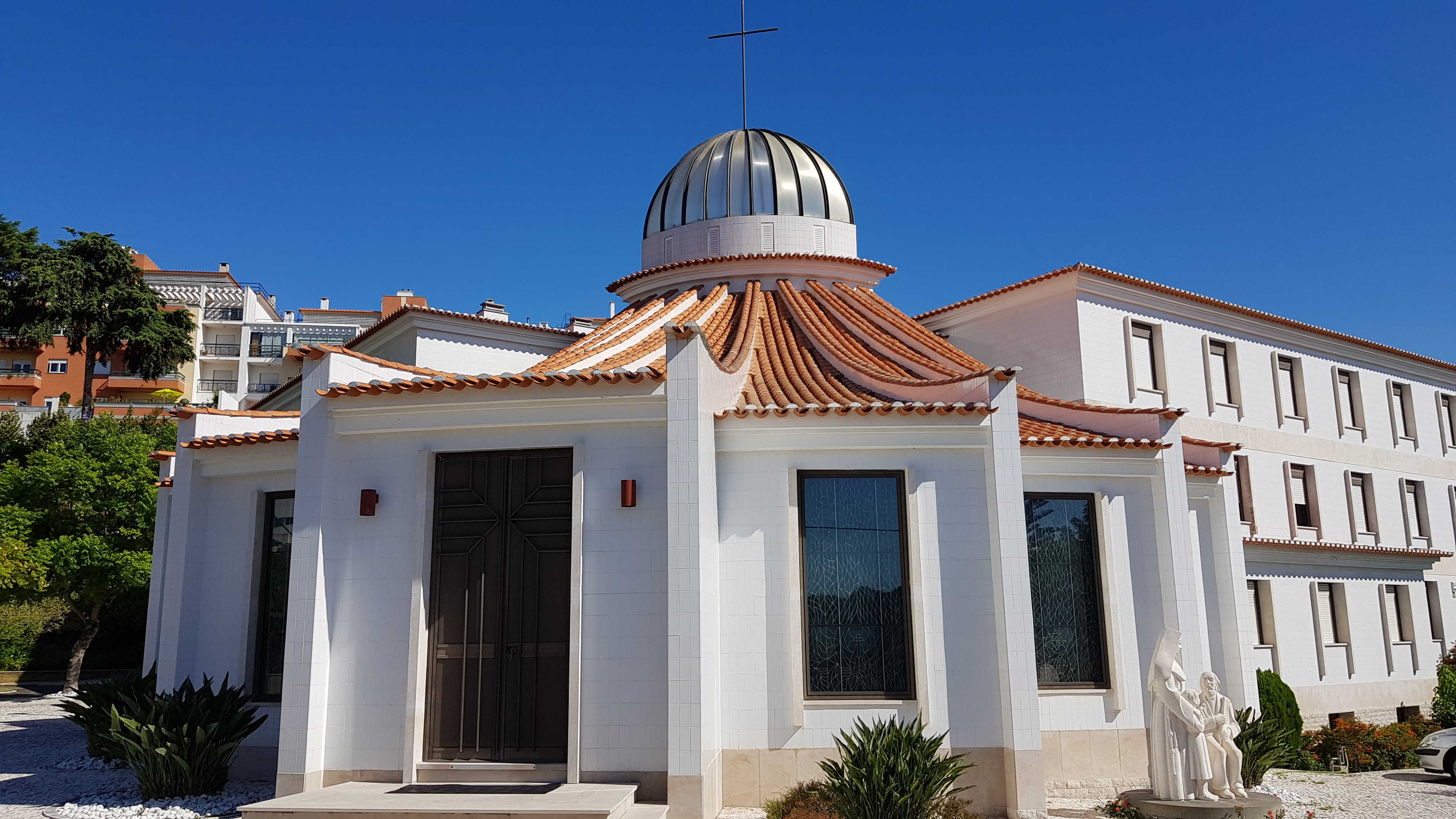
Kapelle und Generalat der Franziskanischen Hospitalschwestern der Unbefleckten Empfängnis in Linda-a-Pastora

Eine schwere Herzerkrankung, kombiniert mit Asthma, führten schließlich am 1. Dezember 1899 zum Tod von Mutter Maria Klara vom Kinde Jesus. Sie wurde auf dem Friedhof von Prazeres bei Lissabon beigesetzt. Ihre sterblichen Überreste wurden 1954 exhumiert und in den Konvent nach Caminha übertragen, bevor sie im Jahr 1998 ihr aktuelle Ruhestätte in der Krypta des Generalats in Linda-a-Pastora nahe Lissabon fanden.

## Seligsprechungsprozess

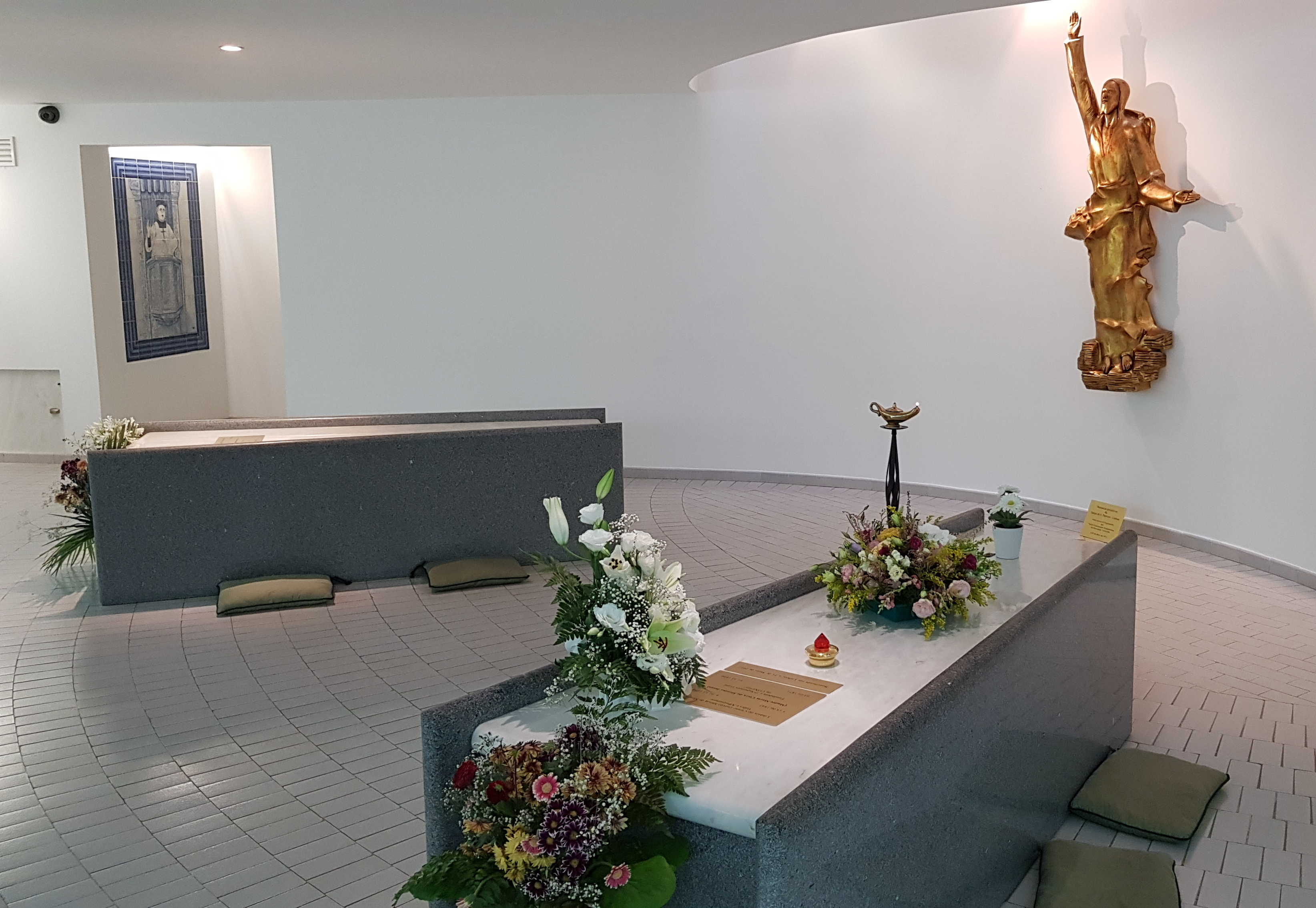
Grab der seligen Mutter Maria Klara in der Krypta des Generalates

Der Seligsprechungsprozess für Mutter Maria Klara vom Kinde Jesus wurde 1995 eröffnet. 2003 wurde die Positio nach Rom geschickt. Papst Benedikt XVI. verlieh Mutter Maria Klara im Jahr 2009 den heroischen Tugendgrad und den Titel "Ehrwürdige Dienerin Gottes". Am 10. Dezember wurde das durch ihre Fürsprache geschehen Wunder per Dekret anerkannt. Am 21. Juni 2011 fand die Seligsprechung durch Angelo Kardinal Amato, Präfekt der Kongregation für die Selig- und Heiligsprechungsprozesse, im Auftrag von Benedikt XVI. in Lissabon statt.

## Gedenktag
Der liturgische Gedenktag ist der 1. Dezember, ihr Todestag.